# Grunnfjorden
Grunnfjorden est une localité du comté de Troms, en Norvège.

## Géographie
Administrativement, Grunnfjorden fait partie de la kommune de Karlsøy.